# 기타요시노촌
기타요시노촌(北吉野村)은 오카야마현 가쓰타군에 있던 촌이다. 현재의 나기정에 해당한다.